# Miłosz Redzimski
Miłosz Redzimski, né le 10 septembre 2006, est un pongiste polonais.

## Biographie
Il commence le tennis de table à l'âge de cinq ans. Il suit les traces de son père Tomasz, qui est entraîneur de l'équipe de tennis de table polonaise et un ancien champion polonais.
En 2021, il devient vice-champion du monde cadet en simple à Vila Nova de Gaia. Il perd en finale par 4 sets à 1 contre le japonais Sora Matsushima. Aux championnats d'Europe jeune à Varaždin, il remporte le titre en double mixte cadet avec Wiktoria Wrobel et en par équipe junior avec la Pologne.
Il est médaillé de bronze en simple aux championnats d'Europe espoir 2022 à Cluj-Napoca.
En 2023, il est sacré champion d'Europe espoir en simple à Sarajevo. Il s'impose en finale contre le hongrois Csaba Andras sur le score de 4 sets à 1.
En 2024, il réitère sa performance aux championnats d'Europe espoir à Skopje. Il gagne le titre en simple mais également en double messieurs avec son compatriote Maciej Kubik.
Il réussit à se qualifier au tournoi de tennis de table en simple des Jeux olympiques à Paris. Il décroche son ticket en battant 4 sets à 1 l'espagnol Álvaro Robles au tournoi de qualification européen à Sarajevo. Son parcours s'arrête au deuxième tour du tableau simple face au danois Anders Lind, après un match disputé, perdu 4 sets à 3 par le polonais.
Il est le 67e joueur mondial en septembre 2024.

## Parcours en club
Il joue pour le club polonais du Dartom Bogoria Grodzisk Mazowiecki.